# Velvet: el nuevo imperio
Velvet: el nuevo imperio é uma telenovela estadounidense produzida pela Telemundo Studios para a Telemundo, em 2025. A novela é baseada na série de televisão espanhola de 2014 criada por Ramón Campos e Gema R. Neira, Velvet, sendo desenvolvida por Sandra Velasco. Estreou pela Telemundo em 19 de maio de 2025, retomando o horário deixado vago por Sed de venganza para novelas e séries de televisão.
É protagonizada por Yon González e Samantha Siqueiros e antagonizada por Carolina Miranda, Danilo Carrera, Aylín Mujica, Gabriela Borges, Carlos Ponce, Jorge Aravena, Sofía Aragón, Joshua Gutiérrez e Sonya Smith.

## Elenco
| Intérprete           | Personagem                      |
| -------------------- | ------------------------------- |
| Yon González         | Alberto Márquez Juárez          |
| Samantha Siqueiros   | Ana Velázquez / Carmen Garza    |
| Carolina Miranda     | Cristina Otegui                 |
| Chantal Andere       | Blanca Morales                  |
| Danilo Carrera       | Carlos Aristizábal              |
| Aylín Mujica         | Gloria Olivera de Márquez       |
| Leonardo Daniel      | Emilio Velázquez                |
| Daniella Navarro     | Clara Hernández                 |
| Luciano D'Alessandro | Raúl de la Riva                 |
| Osvaldo de León      | Mateo Andrade                   |
| Jeimy Osorio         | Luisa Ortiz                     |
| Candela Márquez      | Margarita Hernández             |
| Gabriela Borges      | Valeria Márquez Olivera         |
| Bernardo Flores      | Ricardo "Ricky" Eleuterio       |
| Carlos Ponce         | Esteban Márquez                 |
| Jorge Aravena        | Gerardo Otegui                  |
| Sofía Aragón         | Bárbara de Senilliosa de Otegui |
| Joshua Gutiérrez     | Enrique Otegui                  |
| Sahit Sosa           | Pedro López                     |
| Marco León           | Maximiliano "Max" León          |
| Sonya Smith          | Pilar Márquez                   |
| Itatí Cantoral       | Isabel Juárez                   |
| Humberto Zurita      | Benjamín Márquez                |

### Convidados recorrentes e especiais
| Intérprete                | Personagem                      |
| ------------------------- | ------------------------------- |
| Simone Marval             | Jennifer "Jenny" Morales        |
| Emilia Ceballos           | Pepita                          |
| Rafael Caparroso          | Ramón                           |
| Jeronimo Badillo Medina   | Michael                         |
| Ricardo Kleinbaum         | Alessandro                      |
| Rosalinda Rodríguez       | Concepción "Chonita" Hernández  |
| Ana Wolfermann            |                                 |
| Virginia Alvarez          | Zoe                             |
| Flor Núñez                |                                 |
| Lupita Ferrer             |                                 |
| Mónica Sánchez-Navarro    | Emily                           |
| Elizabeth Gutiérrez       | Sara                            |
| Claudio de la Torre       |                                 |
| Javier Valcárcel          |                                 |
| Omar Nassar               | El Dr. Williams                 |
| Ricardo Chávez            | Fernando Sahgun                 |
| Eduardo Orozco            |                                 |
| Guty Carrera              | Darío                           |
| Mar Jon                   |                                 |
| Alexander Torres          |                                 |
| Jerónimo Cantillo         |                                 |
| Martina Lavignasse        | Nancy                           |
| Alberto Lara              | Asistente de Carlos             |
| Jairo Calero              | Andrés Salerno                  |
| Gabriel 'G-Rod' Rodriguez |                                 |
| Scott Kasics              | Gala Guest                      |
| Candelaria La Rosa        | Alana                           |
| Carlos Acin               | Gerente de Hotel                |
| Alexis Baca               | Enfermera                       |
| Prince Royce              | Ele mesmo                       |
| Giancarlo Pasqualotto     | Oliver                          |
| Zoey                      | Susan Sánchez                   |
| Raúl Andrés               | Materials Seller                |
| Gustavo Briand            | Asistente                       |
| Camilo Chaverra           | Peter                           |
| Sidnei Barboza            | Cliente                         |
| Roberto Escobar           | Francisco Castro                |
| Ellen Marguerite Cullivan | Pareja Americana                |
| Angel Fabián Rivera       | Wildwolf                        |
| Gonzalo Zulueta           | Thomas                          |
| Francois Larosa           | Americano                       |
| Rudy Fernandez Jr.        | Policia Encubierto              |
| Guadalupe Hernandez       |                                 |
| Gonzalo Zulueta           | Tomás                           |
| Víctor Cámara             |                                 |
| Henry Zakka               |                                 |
| Felicia Mercado           |                                 |
| Carlos Guerrero           |                                 |
| Jacqueline Bracamontes    | Ela mesma                       |
| Luis Emiliano Soler       | Alberto Márquez Juárez (menino) |
| Liam Marco                | Alberto Márquez Juárez (jovem)  |
| Camila Núñez              | Ana Velázquez (menina)          |
| Sofía Alemán              | Ana Velázquez (jovem)           |

## Produção

### Desenvolvimento
Em 20 de novembro de 2024, a Telemundo anunciou que havia adquirido os direitos de adaptação da série de televisão espanhola Velvet e estava desenvolvendo um remake moderno. A produção da novela começou a ser filmada em 24 de fevereiro de 2025. Nesse mesmo dia, Velvet: el nuevo imperio foi anunciado como o título oficial da novela.

### Seleção de elenco
Em janeiro de 2025, Samantha Siqueiros e Yon González foram anunciadas como os papéis principais, com Danilo Carrera no papel antagônico. Em 24 de fevereiro de 2025, o restante do elenco de estrelas foi anunciado, liderado por Carolina Miranda, Chantal Andere e Humberto Zurita. Em março de 2025, foi anunciada a participação especial de Flor Núñez e Lupita Ferrer. Em 4 de abril de 2025, Elizabeth Gutiérrez se juntou ao elenco.